# TED (konferens)
För andra betydelser, se Ted

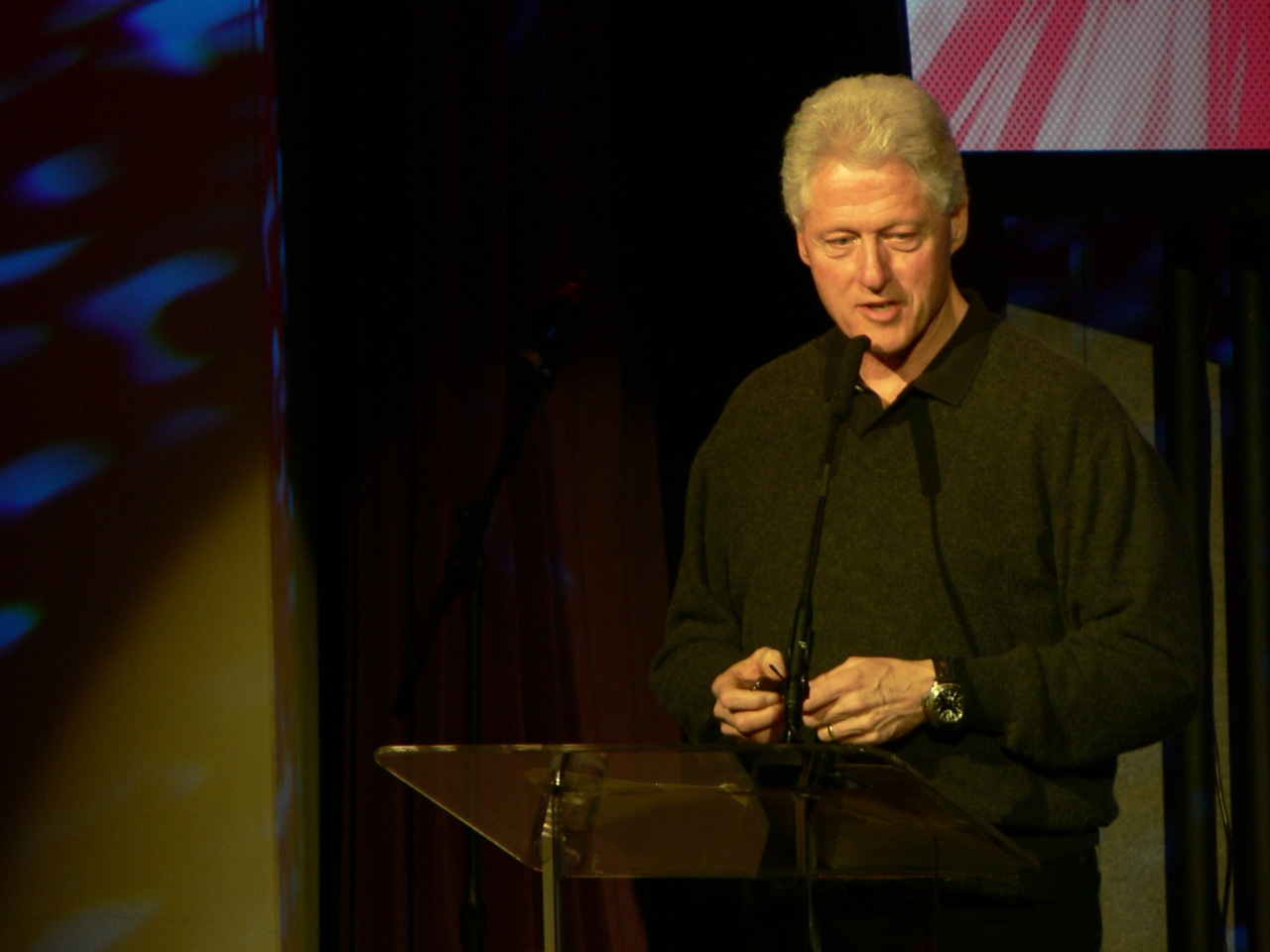
Bill Clinton håller föredrag vid TED år 2007.

TED (Technology, Entertainment, Design – teknik, underhållning, formgivning) är en årlig tvärvetenskaplig konferens i Vancouver (Kanada) som definierar sitt tema som "idéer värda att sprida" ("ideas worth spreading"). I samband med konferensen hålls ett antal föredrag med oftast kända och högprofilerade föredragshållare kallade TED Talks. 
Bland annat Jane Goodall, Freeman Dyson, Bill Gates, Billy Graham, Bono, Sergey Brin, Larry Page, Richard Dawkins, Jimmy Wales, Al Gore, Temple Grandin och svenskarna Greta Thunberg, Elin Kjos, Dolph Lundgren, Trita Parsi och Hans Rosling har hållit föredrag vid TED. Alla föredrag videofilmas och läggs sedan upp på Internet. 
En stor del av föredragen översätts och textas av volontärer inom TED Translators.
Konferensen grundades 1984, och har hållits årligen sedan 1990. Fram till 2008 hölls den i Monterey, Kalifornien, mellan 2009 och 2013 hölls konferensen i Long Beach, Kalifornien för att få rum med ett ökat antal deltagare. Sedan 2014 håller man till i Vancouver, Kanada. 
TED har också en årlig systerkonferens, TED Global, som hålls på varierande platser utanför USA, samt de återkommande specialkonferenserna TEDWomen, TEDYouth och TEDSummit.

## Konferenser

### TED1
TED1 hölls i Monterey, Kalifornien, 23-26 februari 1984.

### TED2
TED2 hölls i Monterey, Kalifornien, 22-25 februari 1990.

### TED3
TED3 hölls i Monterey, Kalifornien, 20-23 februari 1992.

### TED4
TED4 hölls i Kobe, Japan, 7-9 maj 1993.

### TED5
TED5 hölls i Monterey, Kalifornien, 23-26 februari 1994.

### TED6
TED6 hölls i Monterey, Kalifornien, 22-25 februari 1995.

### TED7
TED7 hölls i Monterey, Kalifornien, 19-22 februari 1997.

### TED8
TED8 hölls i Monterey, Kalifornien, 18-21 februari 1998.

### TED9
TED9 hölls i Monterey, Kalifornien, 17-20 februari 1999.

### TED10 - Understanding America
TED10 hölls i Monterey, Kalifornien, 23-26 februari 2000.

### TED11 - Will and Still
TED11 hölls i Monterey, Kalifornien, 21-24 februari 2001.

### TED2002
TED2002 hölls i Monterey, Kalifornien, 27 februari - 2 mars 2003.

### TED2003 - The Future Belongs to Those Who Create It
TED2003 hölls i Monterey, Kalifornien, 26 februari - 1 mars 2003.

### TED2004 - The Pursuit of Happiness
TED2004 hölls i Monterey, Kalifornien, 25-28 februari 2004.

### TED2005 - Inspired by Nature
TED2005 hölls i Monterey, Kalifornien, 23-26 februari 2005.

### TED2006 - The Future We Will Create
TED2006 hölls i Monterey, Kalifornien, 22-25 februari 2006.

### TED2007 - Icons. Geniuses. Mavericks.
TED2007 hölls i Monterey, Kalifornien, 7-10 mars 2007.

### TED2008 - The Big Questions
TED2008 hölls i Monterey, Kalifornien, 27 februari - 1 mars 2008.

### TED2009 - The Great Unveiling
TED2009 hölls i Long Beach Performing Arts Center, 3-7 februari 2009.

### TED2010 - What the World Needs Now...
TED2010 hölls i Long Beach Performing Arts Center, 9-13 februari 2010.

### TED2011 - The Rediscovery of Wonder
TED2011 hölls i Long Beach Performing Arts Center, 28 februari - 4 mars 2011.

### TED2012 - Full Spectrum
TED2012 hölls i Long Beach Performing Arts Center, 27 februari - 2 mars 2012.
Bland föredragshållarna fanns: Brian Green, Sarah Parcak, Andrew Stanton, Julie Burstein, Vijay Kumar, Karen Bass, Wade Davis, Suja Lowenthal, Bryan Stevenson, Liz Diller, Bill Nye och Brené Brown.

### TED2013 - The Young. The Wise. The Undiscovered
TED 2013 hölls i Long Beach Performing Arts Center, 25 februari - 1 mars 2013.
Bland föredragshållarna fanns: Jennifer Granholm, Bono, Saskia Sassen, Stuart Firestein, Sergey Brin, Amanda Palmer, Elon Musk, Mary-Lou Jepsen, Michael Green, Diana Reiss, Dan Pallotta och Julia Sweeney.

### TED2014 - The Next Chapter
TED2014 hölls i Vancouver Convention Center, 17-21 mars 2014.
Bland föredragshållarna fanns: Chris Hadfield, Elizabeth Gilbert, Mark Ronson, Geena Rocero, Edward Snowden, Melinda Gates, Bill Gates, Isabel Allende, Sting, Julia Sweeney, Larry Page, Masarat Daud och Ed Yong.

### TED2015 - Truth and Dare
TED2015 hölls i Vancouver Convention Center, 16-20 mars 2015.
Bland föredragshållarna fanns: David Eagleman, Sara Seager, Dave Isay, Monica Lewinsky, Roman Mars, Chris Burkard, Esther Perel, Aloe Blacc, Sophie Scott, Gary Haugen, Suki Kim och Siddharta Mukherjee.

### TED2016 - Dream
TED2016 hölls i Vancouver Convention Center, 15-19 februari 2016. 
Bland föredragshållarna fanns: Tabetha Boyajian, Christiana Figueres, Adam Foss, Al Gore, Ameera Harouda, Kenneth Lacovara, Dalia Mogahed, Adam Savage, Sarah Parcak, Linus Torvalds, Tshering Tobgay, Tim Urban och Shonda Rhimes.

### TED2017 - The Future You
TED2017 hölls i Vancouver Convention Center, 24-28 april 2017. 
Bland föredragshållarna fanns: Anna Rosling Rönnlund, Garry Kasparov, Ingrid Betancourt, Serena Williams, Gayle King, Påve Franciskus, David Miliband, Shah Rukh Khan, Elon Musk och Julia Sweeney. 

## TEDx
I en anda av idéer värda att sprida har TED skapat ett program som heter TEDx. TEDx är ett program för lokala, självorganiserade evenemang som samlar människor att dela en TED-liknande upplevelse.
TEDx har kritiserats för att ha gett plats åt evenemang av pseudovetenskaplig karaktär.